# Чарота Іван Олексійович
Іван Олексійович Чарота (біл. Іван Аляксеевіч Чарота; 1952—2024) — білоруський літературознавець, славіст, критик, історик культури, перекладач, громадський діяч. Доктор філологічних наук (1998). Професор (1999). Лауреат премії Республіки Білорусь «За духовне відродження» (2003). Академік Сербської Академії наук і мистецтв (2009). Член Спілки письменників СРСР (1985).

## Біографія
Народився 16 вересня 1952 року в селянській родині в селі Лищікі Кобринського району Брестської області Білоруської РСР.
Чарота І.O. з 1969 по 1974 році навчався на відділенні російської мови і літератури філологічного факультету БДУ. Після його закінчення працював три роки вчителем в Полецьківшській середній школі Воронівського району Гродненської області. У 1977 році прийнятий на роботу в Білоруський державний університет, де займав, відповідно, посади викладача — старшого викладача, доцента, а після закінчення у 1994 р навчання у докторантурі, став завідувати новоствореною кафедрою славістики (слов'янських літератур). Кандидатську дисертацію «Творчество М. А. Шолохова и литературный процесс Югославии (1956–1986)» захистив у ЛДПІ імені О. Герцина (Ленінград, 1986), докторську — «Беларуская літаратура ХХ стагоддзя і працэсы нацыянальнага самавызначэння» у БДУ (Мінськ, 1998).
Науковий консультант Белорусской энциклопедии.

## Наукові інтереси
Свої наукові інтереси І. О. Чарота зосередив насамперед на літературі і культурі слов'янських народів. Під час досліджень їх генетичної, типологічної і контактної взаємодії вчений утвердився як провідний знавець мов Західних Балкан у Білорусі, високоавторитетний фахівець в області порівняльного літературознавства і культурознавства. Іван Олексійович автор біля 600 наукових робіт, серед яких книги: «Беларуская савецкая літаратура за мяжой» (Мн., 1988 — у сааўтарстве), «Пошук спрадвечнай існасці: Беларуская літаратура ХХ стагоддзя ў працэсах нацыянальнага самавызначэння» (Мн., 1995), «Сербская Праваслаўная Царква» (Мн., 1998), «Беларуская мова і Царква» (Мн., 2000), «Косовская битва продолжается» (Мн., 2000), «Антологиjа белоруске поезиjе», (Београд: 1993; 2-е выданне — 2012), «Югаславянскія казкі» (Мн., 1999), «Антологиjа лирике источних Словена» (Београд, 2000), «Насустрач Духу. Анталогія беларускай хрысціянскай паэзіі» (Мн., 2001), «Насустрач Духу. Анталогія беларускай хрысціянскай прозы» (Мн., 2002), «Слово и Дух. Антология русской духовной поезии ХХ –ХХ вв.» (Мінск, 2003, 2005, 2010), «Ні на небе, ні на зямлі. Казкі славянскіх народаў» (2013), «Српска књижевност. Антологија текстова. Књ.І -V» (Мінск, 2002–2007 — на сербскай мове), «Тэорыя і практыка мастацкага перакладу» (Мінськ, 2012), «Испод крила роде. Антологиjа савремене белоруске поезиjе» (Подгориця, 2014), «Беларусы пра Сербію-Югаславію» (2015, « Белорусија и Србија: Трагом узајамног упознавања и деловања»(Шабац, 2016).

## Науково-методична сфера
Професор І. О. Чарота є членом редколегій 11 періодичних видань (6 із яких закордонні), науковим консультантом Білоруської Енциклопедії; секретарем Біблійної комісії Білоруського Екзархату Російської Православної Церкви і виконавчим редактором журналу «Православ'я».
У науково-методичній сфері результатом його напрацювань стали такі посібники, як: «Советская литература в связях и взаимодействиях: Начала сравнительного и системного анализа» (Мн., 1989), «Мастацкі пераклад на беларускую мову: Асновы тэорыі і практычныя рэкамендацыі» (Мн., 1997), «Югаславянскія літаратуры і культуры» (Мн., 1999 — у сааўтарстве), Праграма «Гісторыя славянскіх літаратур» (2000), «Гісторыя сербскай літаратуры. Практыкум» (2007).

## Перекладацька робота
Іван Олексійович був членом Спілок письменників СРСР. Наразі ж такий статус має у Спілці письменників Білорусі), а також Росії і Сербії; активно публікується у пресі як літературознавець, критик, есеїст, публіцист. Більше двадцяти п'яти років очолює бюро секції художнього перекладу і літературних зв'язків Спілки письменників Білорусі. Займається перекладом із сербської, хорватської, словенської, македонської, польської та інших мов на білоруську і російську. Також із білоруської та російської перекладає твори на сербську. Результатом його напрацювань стали понад 1200 друкованих перекладів, зокрема понад 70 книжкових видань. Серед них твори Патріарха Сербського Павла, Миколи Веліміровича, Юстина Поповича, Марка С. Марковича, Тадея Штрбуловича, Іво Адрича, Браніслава Нушича, Раді Драінаца, Добриці Чосича, Невени Вітошевич-Чеклич, Зорана Гавриловича, Міри Радоєвич і Любодрага Дімича, Моміра Лазича, Драгана Лакічевича, Гроздани Олуїч, Горана Петровича, Бена Зупанчича, Прежіхова Воранца, Йосипа Юрчича, Драго Янчара та ін. Чарота І. О. є засновником, укладачем і перекладачем серії «Сербское богословие XX века», яка має понад сорок випусків.. Перекладений науковцем збірник «Мовы ўсяго жывога: Сербскія народныя казкі», (Мінськ, 2007) визнаний кращою книгою Білорусі у галузі перекладу за 2008 рік та удостоєнний Національною премією.

## Нагороди та премії
- Премія Республіки Білорусь «За духовне Відродження» (2003)
- Міжнародна премія імені К. Острозького (Польща, 1999)
- Міжнародна премія імені Ф. М. Достоєвського (Сербія, 2007) (вручено у 2012 р)[2]
- Премія Спілки письменників Сербії (2000)
- Премія журналу «Збіља / Reality» (СРЮ, Белград, 2000, 2006);
- Всесвітня православна літературна премія «Богородиця Троєручиця» (сербський Фонд імені Іванки Мілошевич — Чикаго, США, 2011)
- Міжнародна літературна премія імені Рада (е) Драінца (Сербія, 2014)
- Міжнародна премія Фонду Карича (Сербія, 2014)
- Орден Преподобного Сергія Радонезького III ступеня (РПЦ, 2002)
- Пам'ятна медаль Союзу словацьких письменників (2003)
- Орден Святого Сави III ступеня (СПЦ, 2004)
- Золотий знак Культурно-просвітницького товариства Сербії (2008)
- Орден святителя Кирила Туровського II ступеня (БПЦ, 2012)[3]
- Срібна медаль «За заслуги» (Сербія, 2014)
- Медаль Олександра Пушкіна (РФ, 2015)[4]
- Премія Республіки Білорусь «За духовне Відродження» (2019)[5]